# 元朗站 (屯馬綫)
元朗站（英語：Yuen Long Station）是一個位於香港新界元朗區朗日路，屬於港鐵屯馬綫的鐵路車站，車站於2003年12月20日啟用。

## 車站構造
屯馬綫元朗站位於元朗新市鎮東面，車站大堂及月台均位於架空；而地面則為輕鐵元朗站、公共運輸交匯處以及朗日路。此外，由於上蓋預留發展作住宅項目，因此車站結構支柱較一般車站巨型，同時大堂亦設有預留出入口位置。

### 樓層
| P                 | 月台 | \| \| \| 屯馬綫往烏溪沙（錦上路） \| 2 \| \| \| 島式 · 開右邊车门 \| \| \| \| \| \| \| 1 \| 屯馬綫往屯門（朗屏） \| \| \| |   |  |
| C                 | 大堂 | C、E、F、G2、K出口、客務中心、商店、自助服務、洗手間                                                                      |   |  |
| G                 | 地面 | A、B、G1、H、J出口、商店、元朗站公共運輸交匯處、輕鐵元朗站                                                                |   |  |
|                   |      | 屯馬綫往烏溪沙（錦上路）                                                                                                  | 2 |  |
| 島式 · 開右邊车门 |      | |   |  |
|                   | 1    | 屯馬綫往屯門（朗屏） |   |  |

### 大堂
元朗站大堂設有兩個付費區，而大堂中央近F、G出口則為非付費區，而兩個付費區均各設有洗手間，為所有屯馬綫車站中獨有的。
現時車站大堂內亦設有商店、自助服務設施、香港郵政郵箱以及港鐵「會員服務站」等。
- 車站大堂（2024年6月）
- 大堂內的商店（2024年6月）

### 月台
元朗站設有一座島式月台，而月台層則以混凝土覆蓋，兩個月台均設有月台幕門。
- 車站月台（2024年6月）

### 出入口
元朗站設有9個出入口，另外近A出口位置則設有預留出入口連接未來物業上蓋發展項目。
|                                                             |          | |      |
| 編號                                                        | 指示     | 轉乘輕鐵建議前往的目的地 | 圖片 |
| 出口 · A                                                    | 朗日路   | 朗日路 |      |
| 出口 · B · 扶手电梯标志                                     | 南邊圍   | 南邊圍、綠在元朗墟、鈞樂新村、西邊圍、元朗大馬路、元朗舊墟 |      |
| 出口 · C · 无障碍通道标志                                   | 元點     | 元點、基督教宣道會徐澤林紀念小學、鳳庭苑、The YOHO Hub II（第6、8座）、加點 |      |
| 出口 · E · 升降机标志                                       | 輕鐵     | 輕鐵 元朗站 610614615761P |      |
| 出口 · E · 升降机标志                                       | 輕鐵     | 輕鐵 元朗站 610614615761P |      |
| 出口 · F · 盲道标志 · 轮椅升降台标志 · 扶手电梯标志         | 形點 II  | 形點 II、神召會元朗福音中心、奇妙故事國際幼兒園、佛教榮茵學校（新界區資優教育中心）、中華基督教會基朗中學、中華基督教會基元中學、基督教宣道會徐澤林紀念小學、鳳琴街體育館、鳳庭苑、鳳攸東街、鳳攸南街、雍翠豪園、聖公會白約翰會督中學、蝶翠峰、新元朗中心、尚悅、神召會元朗錦光堂 |      |
| 出口 · G · 1 · 盲道标志 · 扶手电梯标志                      | 輕鐵     | 輕鐵 元朗站 610614615761P元朗站公共運輸交匯處、The YOHO Hub（第1–3、5座） |      |
| 出口 · G · 1 · 盲道标志 · 扶手电梯标志                      | 輕鐵     | 輕鐵 元朗站 610614615761P元朗站公共運輸交匯處、The YOHO Hub（第1–3、5座） |      |
| 出口 · G · 2 · 无障碍通道标志                               | 東頭村   | 東頭村、鐘聲學校、金巴崙長老會耀道中學、尚豪庭、采葉庭、蔡屋村 |      |
| 出口 · H                                                    | 博愛醫院 | 博愛醫院、光明英來學校、松齡雅苑、小商新村、東華三院馬振玉紀念中學、元朗市東社區會堂 |      |
| 出口 · J · 扶手电梯标志                                     | 英龍圍   | 英龍圍、朗和路、大圍村、黃屋村、元朗單車匯合中心 |      |
| 出口 · K · 无障碍通道标志                                   | 形點 I   | 形點 I、Grand YOHO、新時代中城、新時代廣場、形點公共運輸交匯處 |      |
| 註： 設有 \| 設有 \| 設有 \| 設有輪椅升降台 \| 設有扶手電梯 |          | |      |

- 位於G出口的酒樓（2024年6月）
- 位於地面輕鐵站與G1出口之間的商店（2025年6月）

### 車站藝術
|  | 《編織集體憶記》 | 文鳳儀（香港） | 月台中庭 | 2011年7月 |

## 利用狀況
在九廣西鐵通車初期，由於當時西鐵的票價較其他往返區內和市區的巴士路線昂貴，故使用車站人流相當冷清，直到九鐵推出各項優惠措施以及有巴士公司開辦了往返區內及邊境管制站的巴士路線後，車站乘客量才逐漸上升。
而輕鐵亦可使車站的服務範圍擴張至青山公路－元朗段沿線，對提高人流相當有效。而自2009年開始，因應YOHO Town和YOHO Midtown相繼落成以及九龍南綫的通車，車站人流故而急劇提升，尤其是繁忙時間，車站月台亦更容易出現擠逼情況。而在2014年的報導中，有記者指出在繁忙時段每一道車門前平均有15至20人等候，每次只有數人才能成功登車，甚至有乘客需等候4班車才可上車。事件引起立法會議員和地區組織關注，而在同年4月7日，運輸及房屋局副局長邱誠武、數名立法會議員以及港鐵代表亦曾經在繁忙時間到該站視察情況。
雖然於2016年起西鐵綫開始採用8節車廂行駛後情況有少許改善，故在繁忙時間正常情況下乘客一般須等候2班列車便可上車，不過根據2021年1月的媒體報導指於繁忙時間乘客仍然要等候多班列車，才能勉強擠進車廂。而於同年5月，立法會議員田北辰在立法會會議中提及元朗站在繁忙時間乘客就算等候3班列車也未必能夠上車。而根據2021年的元朗區議會交通及運輸委員會的會議，議員均形容於元朗站上車十分困難，反映擠逼情況問題仍未解決。

## 接駁交通
元朗站與位於地面的輕鐵元朗站相鄰，乘客可於該站轉乘輕鐵。

## 歷史

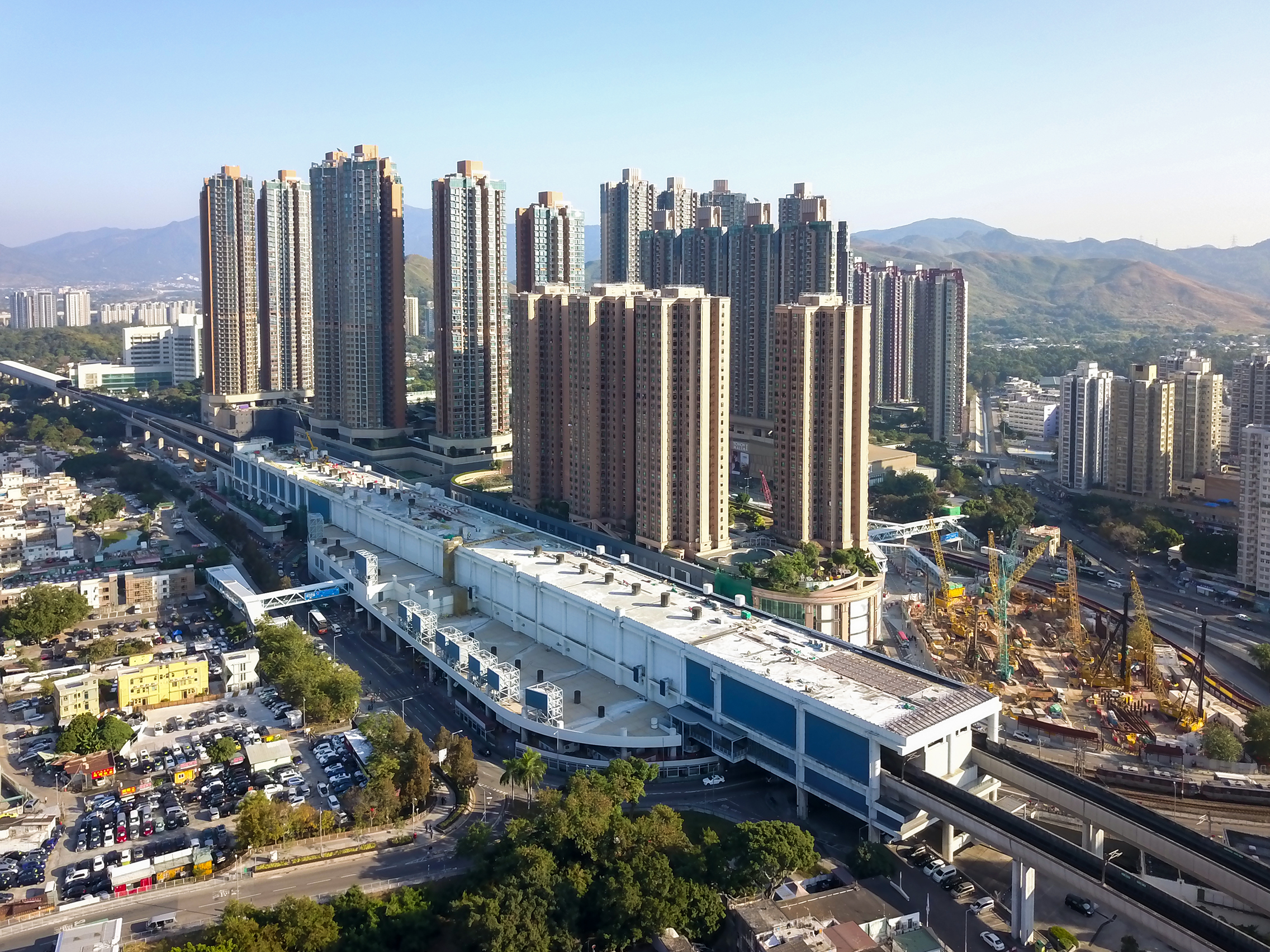
車站外觀（2017年12月）

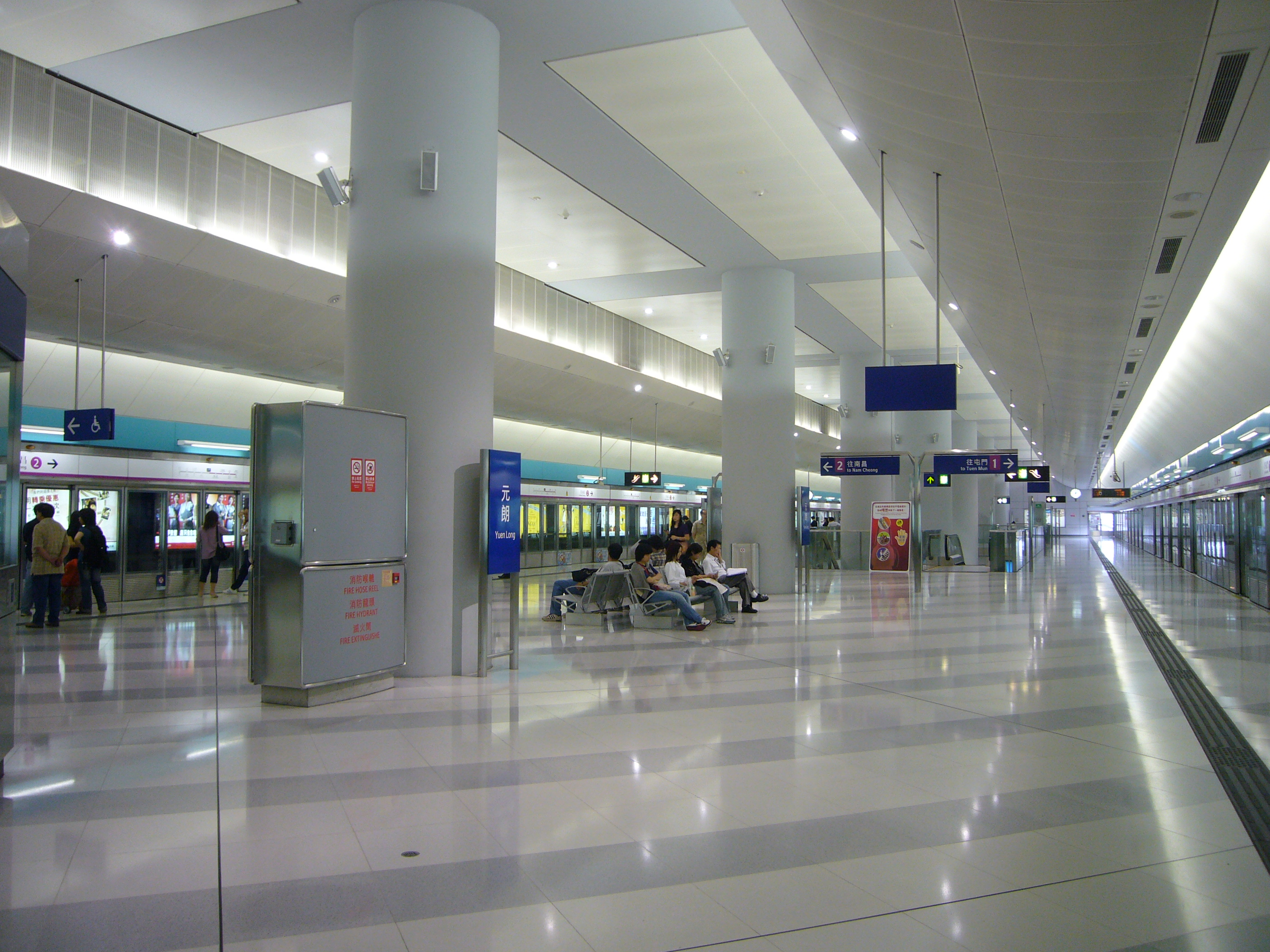
港鐵化前的月台（2008年5月）

九廣西鐵於1998年動工興建，而車站承建商為AMEC-Hong Kong Construction CC202 Joint Venture（香港建設－艾銘建築聯營）。在規劃初期，此站曾被暫名為元朗東站。此站在之前是朗日路的一部分，到動工時，朗日路向北移，本來北面的不少村屋被收回用作工地，工程完成後至現時仍是空地。元朗站於2002年5月24日平頂，並於2003年12月20日啟用，而通車初附近多條鄉村電視及收音機訊號一度受到干擾。
而車站連接Grand YOHO行人天橋的K出口早在2017年3月21日完成，但發展商多次延遲對外開放時間，直到同年5月31日下午才正式啟用；至於車站C出口則已於2024年6月1日隨元點開幕而啟用。

### 反修例事件

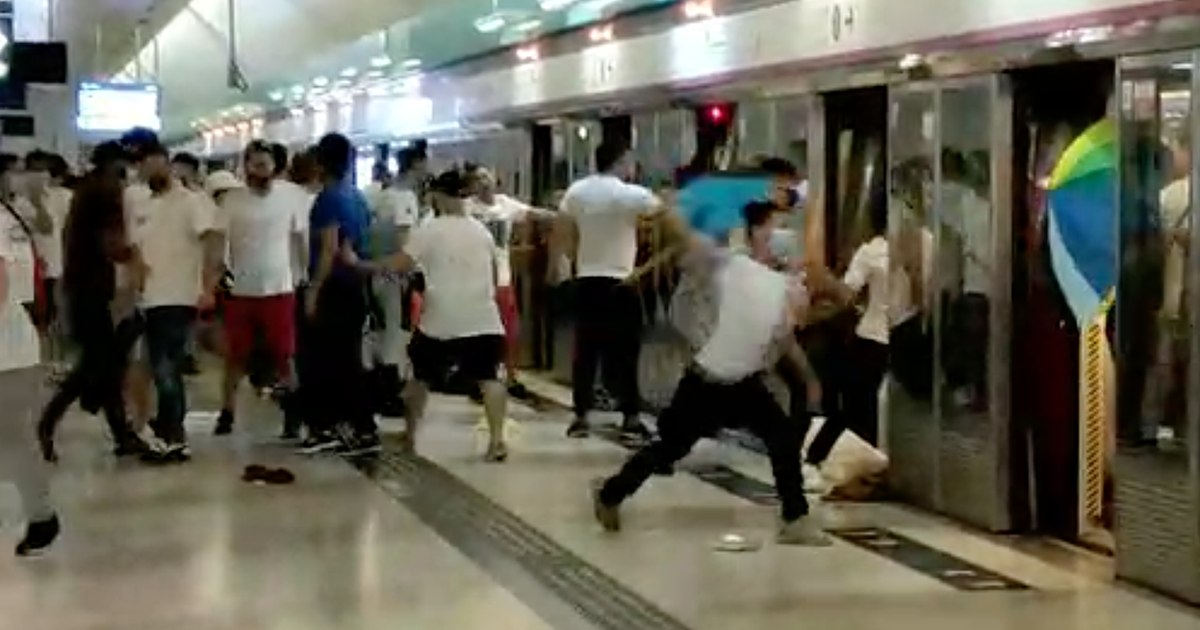
2019年7月21日，一群手持棍棒、藤條、刀械的白衣人士衝入港鐵元朗站月台及停站的列車，無差別襲擊乘客

「立場姐姐」（立場新聞記者何桂藍）被陳志祥襲擊一刻

- 2019年7月21日，香港反對逃犯條例修訂草案遊行後，大批穿著白衣的三合會成員於晚上10時許在站內及當日停泊在車站月台的列車使用棍棒、竹枝、刀械等工具無差別攻擊市民。事件造成45人受傷，其中1人危殆[18]。傷者包括立法會議員林卓廷、前任無綫電視新聞記者柳俊江、立場新聞女記者以及一名孕婦。雖然有市民曾多次致電「999報案熱線」或前往元朗警署報案室報案，但熱線一直未能接通，更有市民拍攝到警員轉身離開車站及與白衣人交談。而港鐵職員亦未有在場協助或阻止[19]。而港鐵表示控制中心於約晚上10點47分已就元朗站大堂出現突發事件報警，而西鐵綫列車一度不停元朗站至少20分鐘，直到晚上約11時20分才恢復於元朗站上落客。而在翌日凌晨，港鐵發聲明強烈譴責暴力事件，向受傷乘客致以深切慰問，對乘客的經歷深表遺憾[20][21]。

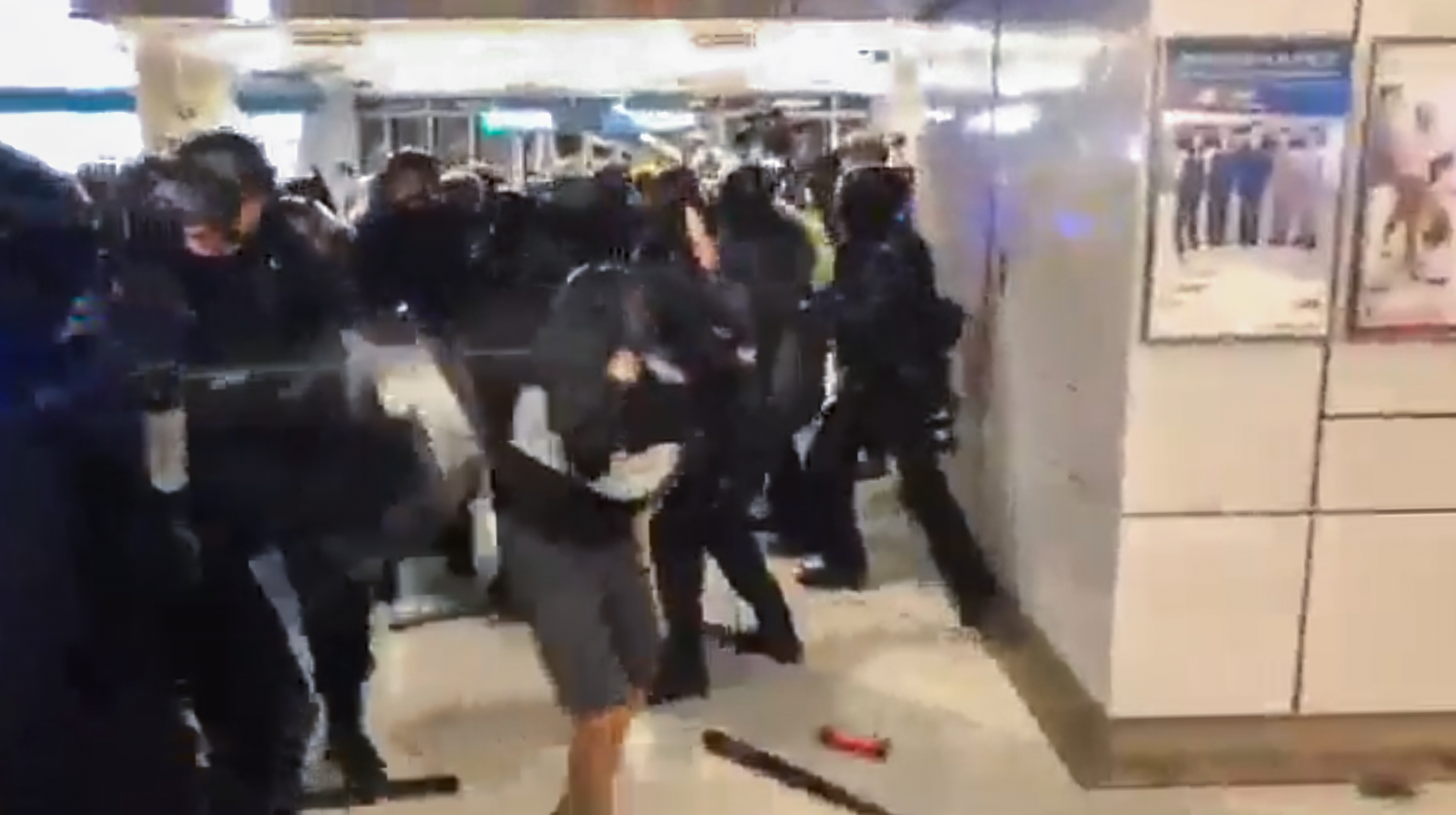
2019年7月27日，速龍小隊衝入車站後無差別毆打市民，並噴射胡椒噴霧

- 2019年7月27日，原定舉辦反對逃犯條例修訂草案及抗議警黑勾結的光復元朗遊行被警方發出反對通知書，大批人士改以買老婆餅、李鵬悼念會、基督教聚會、佛教聚會、何韻詩歌迷會等聚集元朗。直至晚上10時左右，大批防暴警員突然衝入元朗西鐵站內驅散示威者，並向位於車站收費區內的人士揮動警棍並噴射胡椒噴霧，而亦有示威者使用消防水喉及滅火筒向防暴警員噴射，甚至將滅火筒擲向防暴警員，阻止警員進入元朗站。有市民被警員按倒在地上帶走，站內地上遺有多灘血跡[22]。而警方表示當時速龍小隊在元朗站追打站內的市民時，有蒙面以及沒有展示警員編號的速龍小隊成員被發現使用經過改裝的警棍[23]。而該警棍的前部被加裝金屬環用以加強殺傷力。其中一名持有改裝警棍的速龍小隊成員不斷揮動鑲有金屬環的警棍，而且情緒激動，需由其他警員拉走[24]。而警察公共關係科高級警司余鎧回應查詢時稱警員不可使用未經官方批准的裝備，會跟進是次個案，但沒有回應該速龍小隊成員會否被暫停職務[25]。香港人權監察總幹事羅沃啟在接受訪問時稱，中如有警員未經警隊批准便擅自在平滑的警棍上擅自加裝突起物，勢必令被警棍打傷的市民傷勢加劇。立法會保安事務委員會副主席涂謹申稱過去20多年未聽聞有如此情況，如有警員使用經改裝裝備已屬違反警隊紀律及內部指引，如果有警員使用擅自改裝的警棍敲向市民的頭部或重要部位，造成嚴重傷人甚至死亡，最嚴重的情況可被控謀殺[26]。

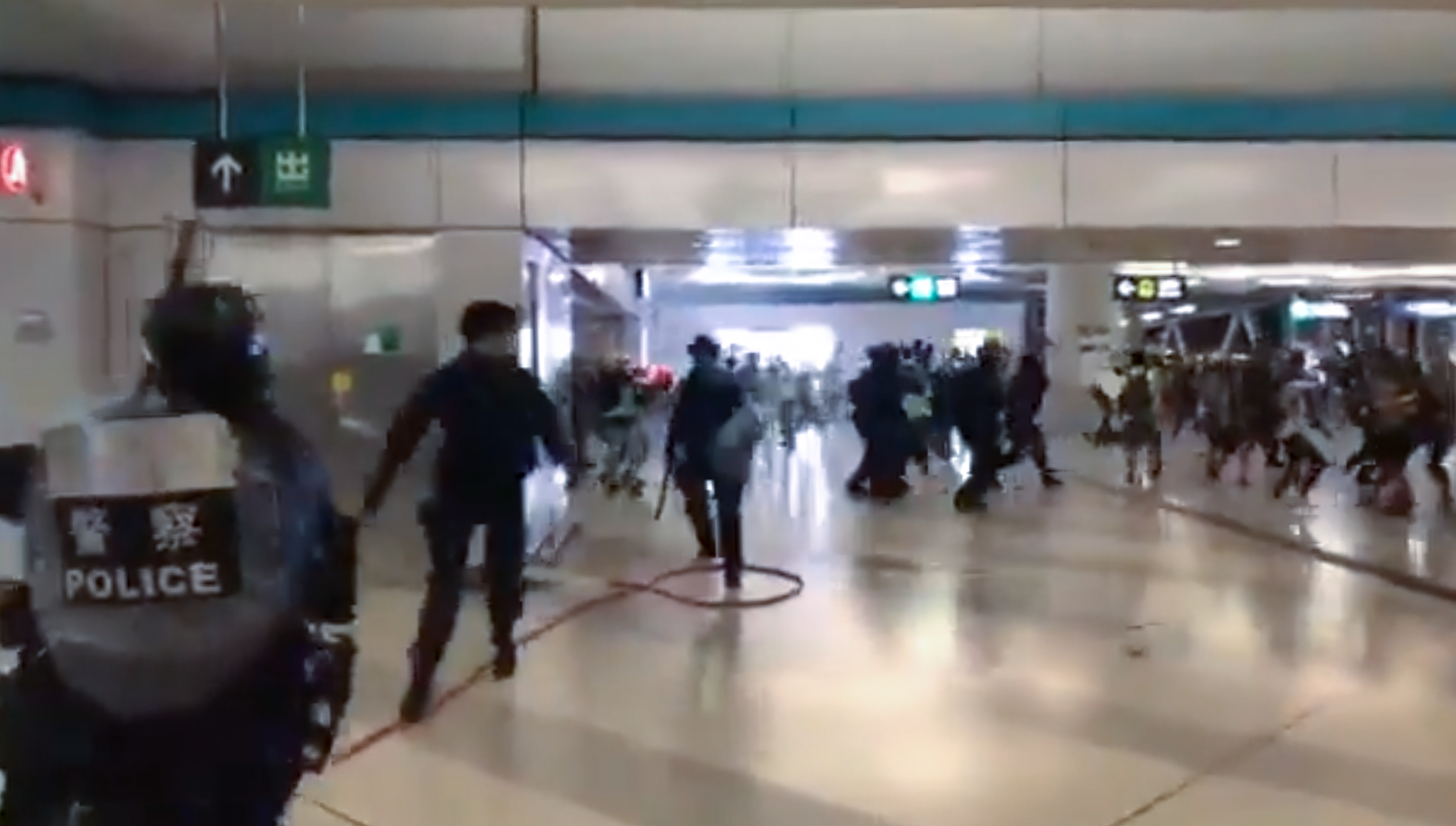
多名速龍小隊突然衝入元朗站大堂，示威者和市民爭相走避（2020年7月）
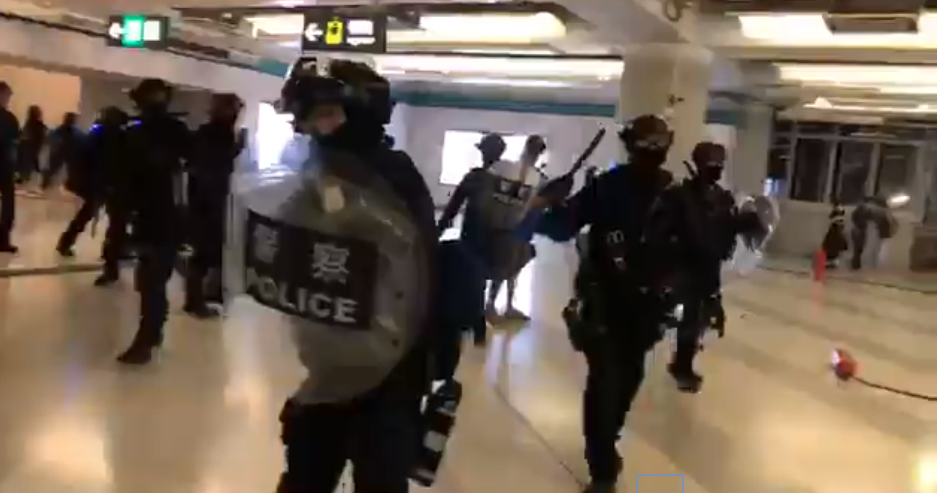
多名速龍小隊在元朗站大堂（2019年7月）
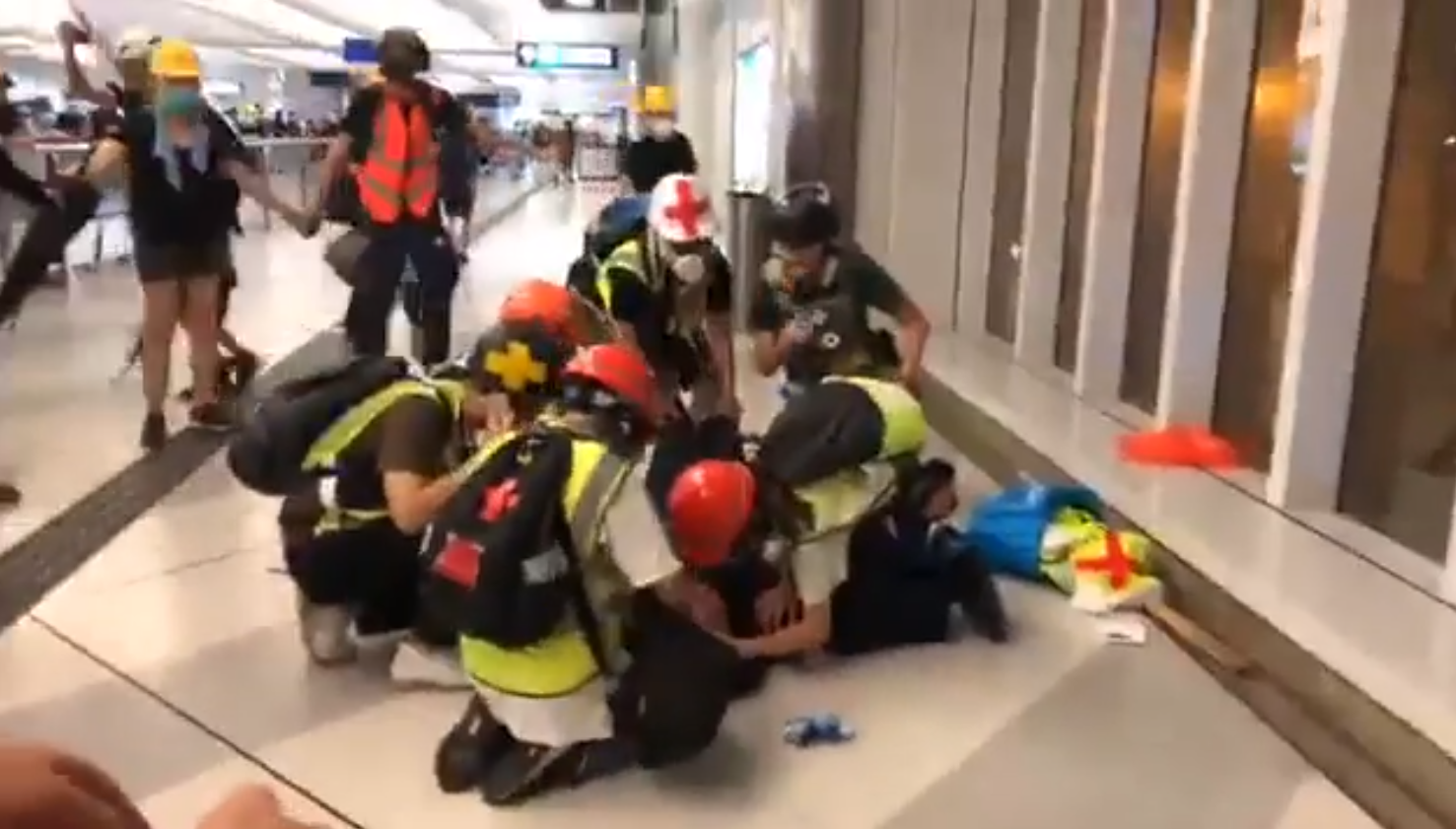
有乘客受傷倒地（2020年7月）
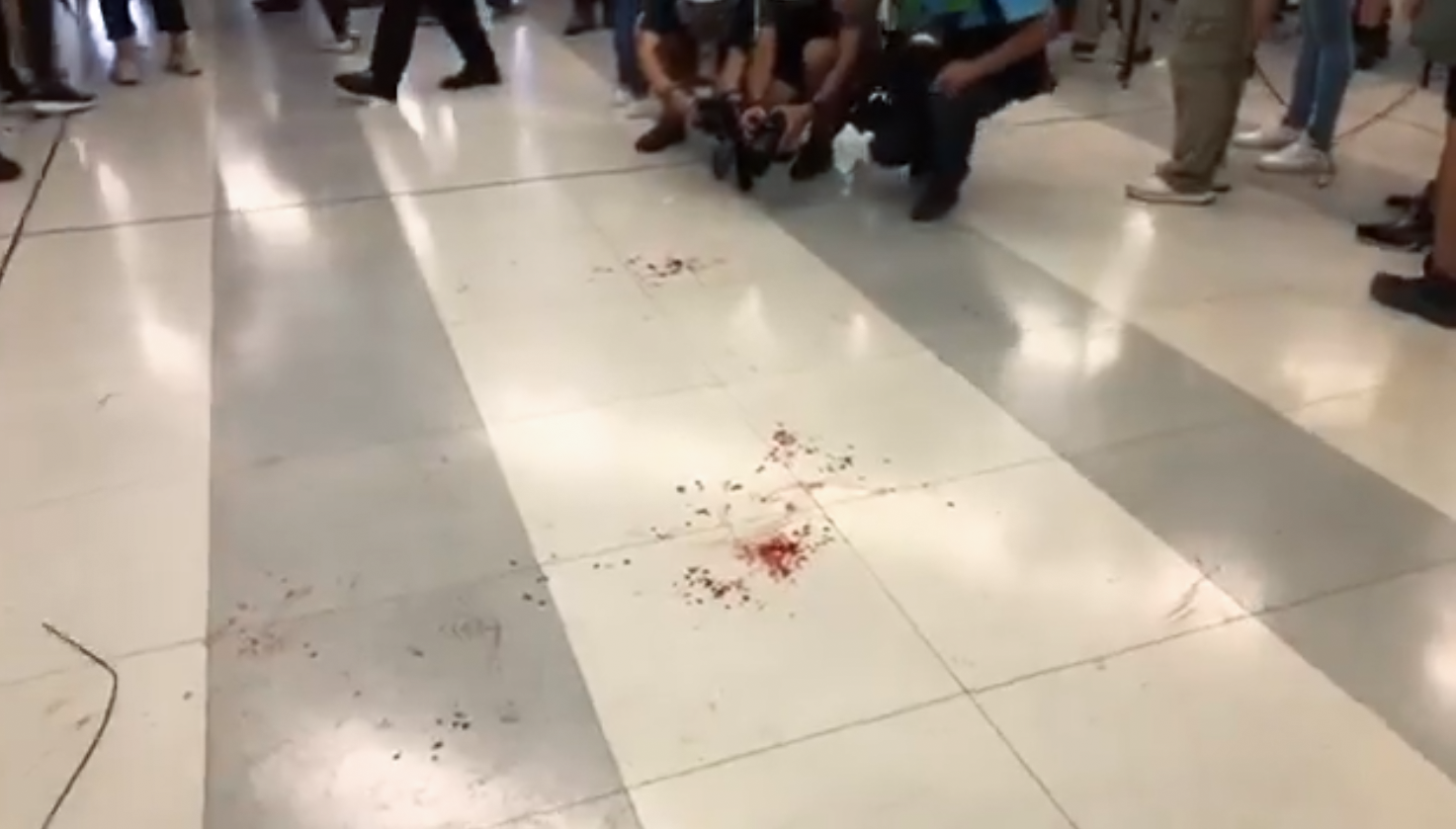
大堂地面留下不少血跡（2019年7月）
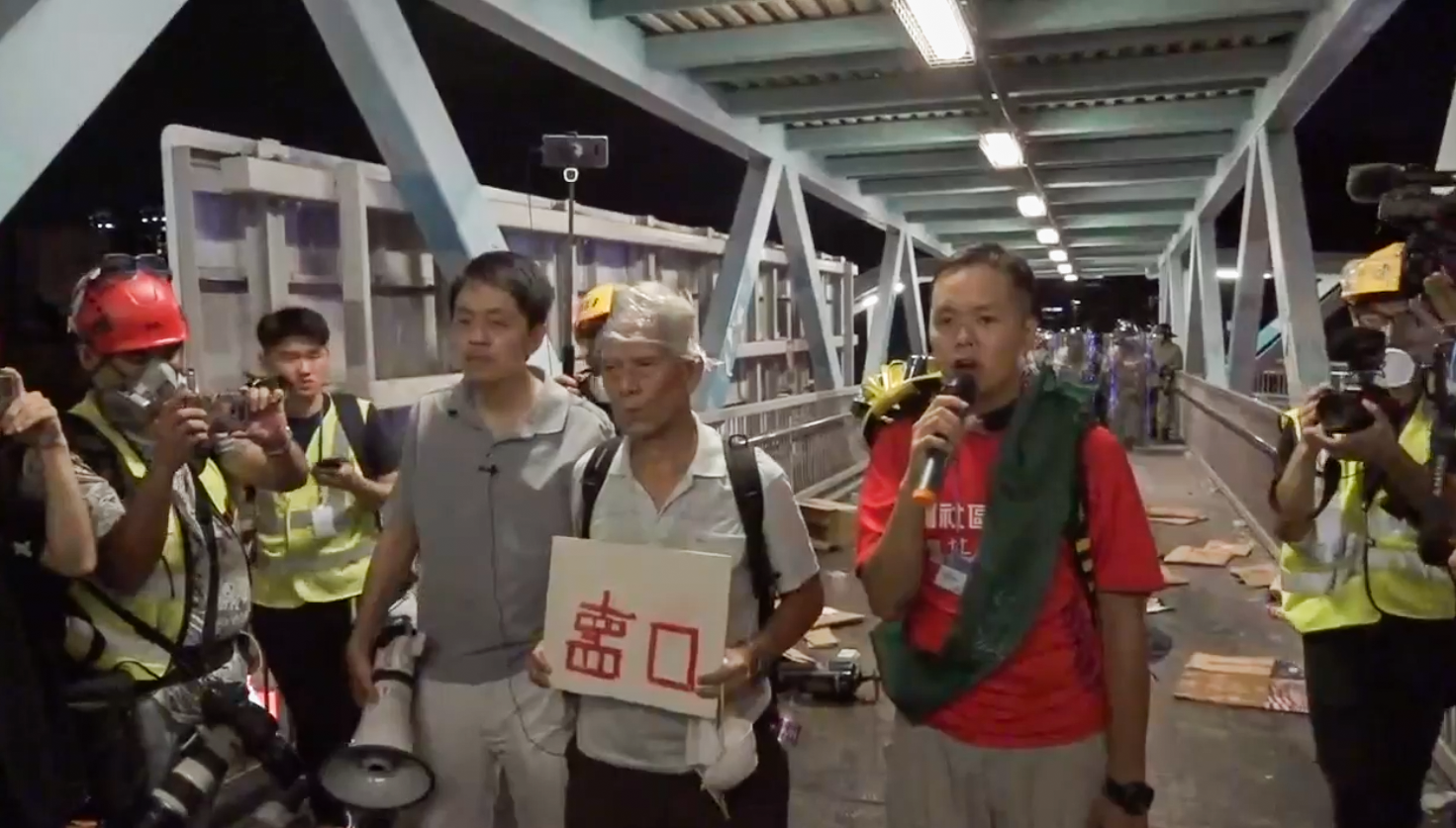
許智峯、陳伯（陳基裘）及陳凱興傳道一行人到達元朗站G出口（2019年7月）

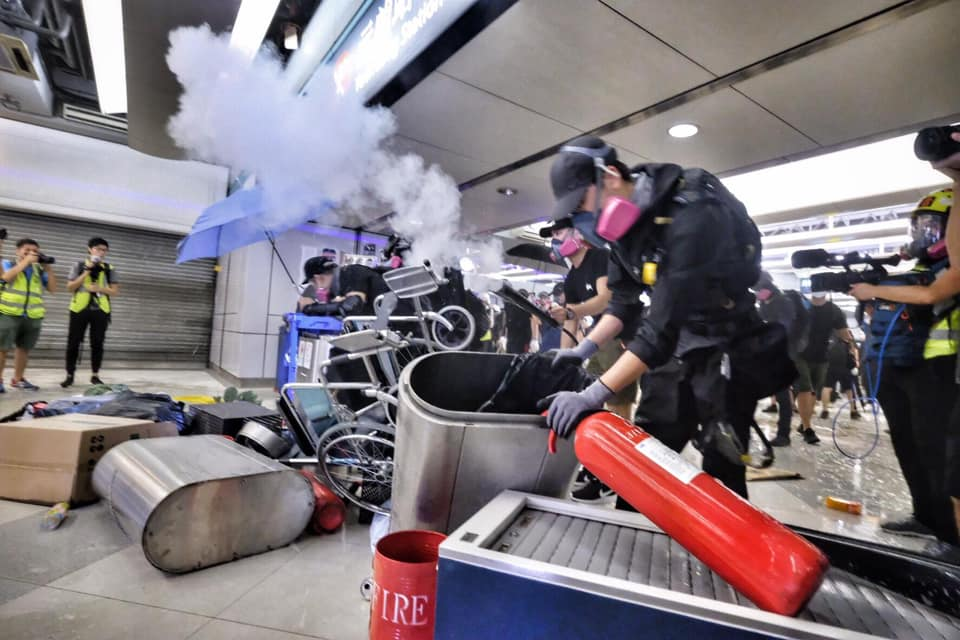
2019年8月21日，示威者在車站大堂拆毀站內垃圾桶、回收箱、報紙存放箱等製成路障，防止警員衝入

- 2019年8月21日，距離元朗襲擊事件發生一個月，有網民發起「元朗站靜坐抗議活動」，不滿警方在恐襲事件發生後一個月以來僅以「非法集結」罪名緩慢逮捕的28人，至今未起訴任何一人，要求追究「警黑勾結」。此次活動共有約2,000人參加，期間有示威者於車站及南邊圍附近聚集堵路，並用鐳射筆照射警務人員。靜坐期間，防暴警員突然從各出入口推進，引起在場人士恐慌，其後示威者被迫拆毀站內垃圾桶、回收箱、報紙存放箱等製成路障以阻擋警員進入車站施暴。事發後，有示威者乘搭港鐵離開車站。而港鐵於當晚就此事發表聲明，對部分人士的行為導致站內設施受損表示不能接受及遺憾，並表示公司已報警處理此事。而直到翌日清晨5時許，港鐵宣佈車站正在安排修復工作，待清理後將維持正常服務；直至當日早上8時車站仍有設施有待維修[27][28][29]。

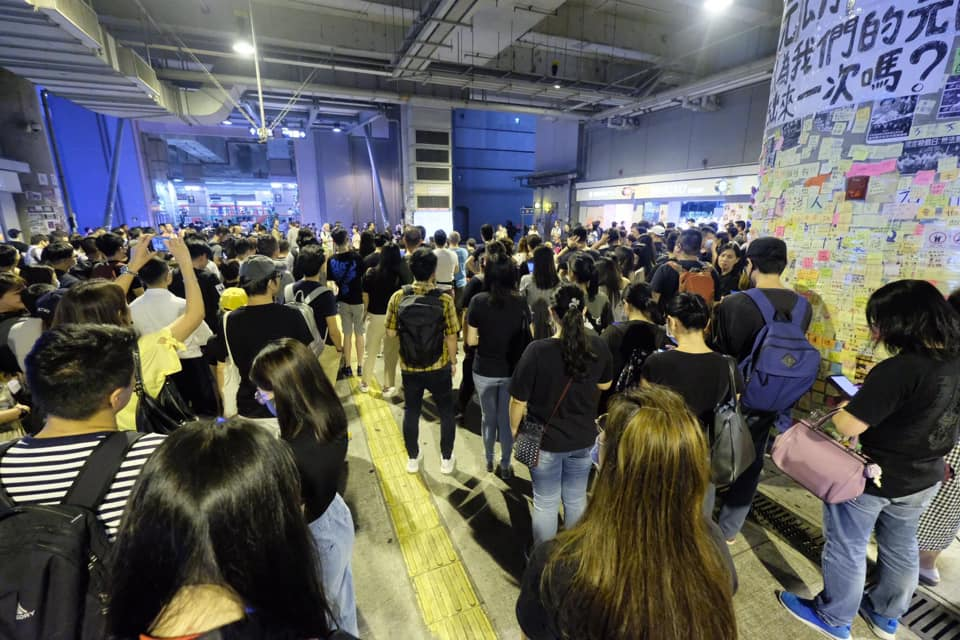
地下有不少市民靜坐，抗議「警黑合作」
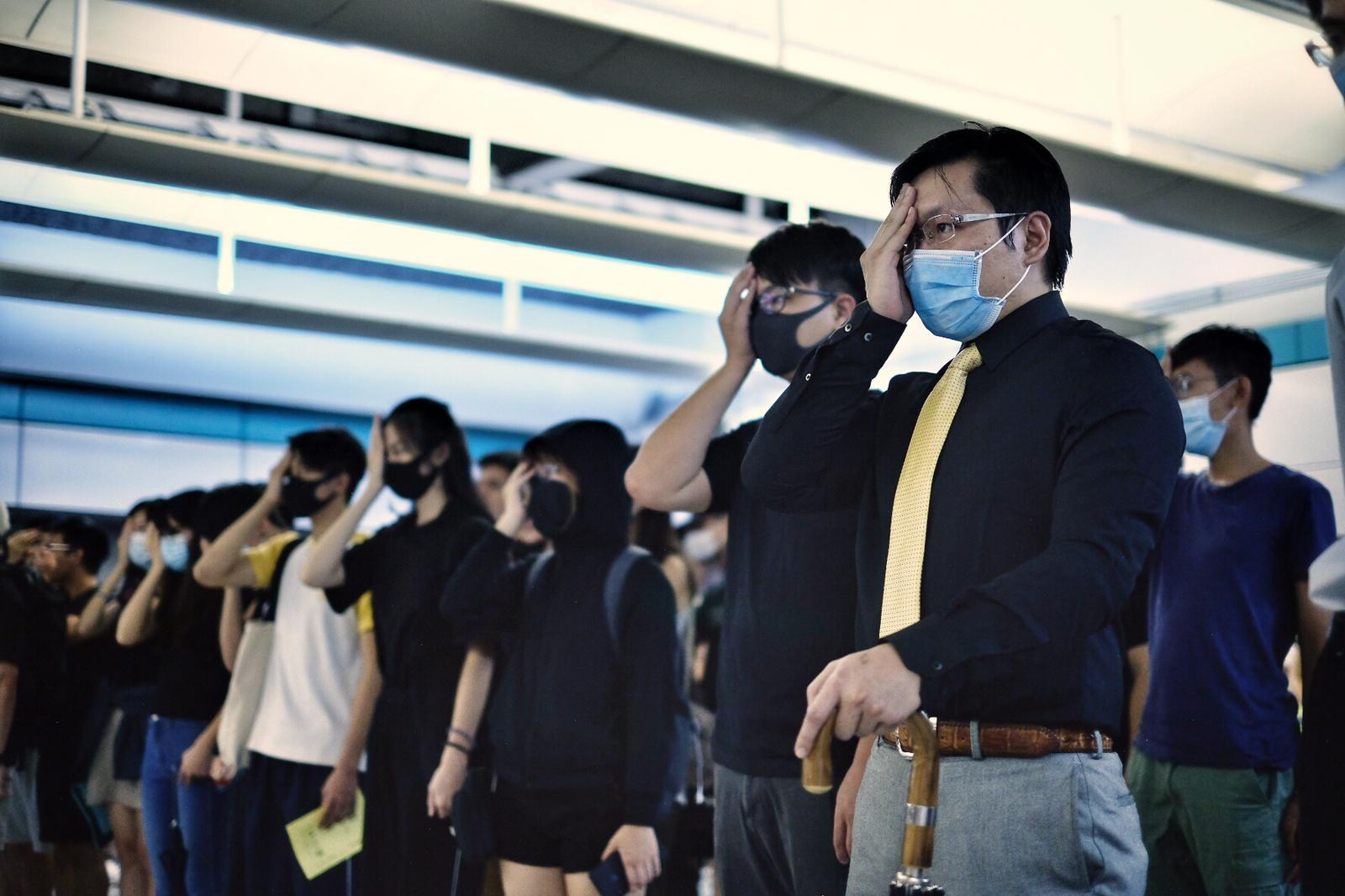
靜坐參加者在晚上9時起發起「靜企」行動
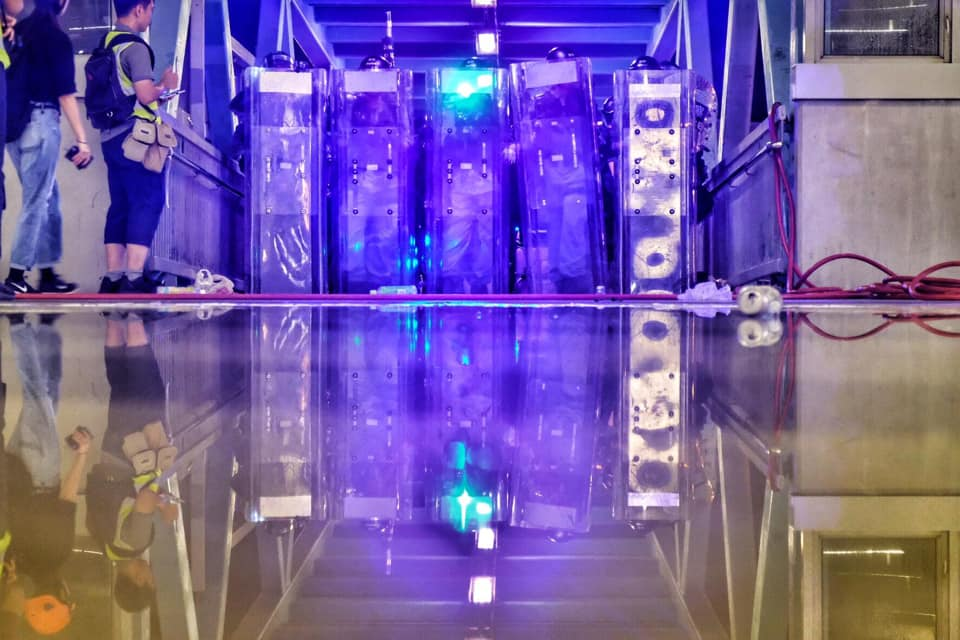
防暴警員從出入口推進
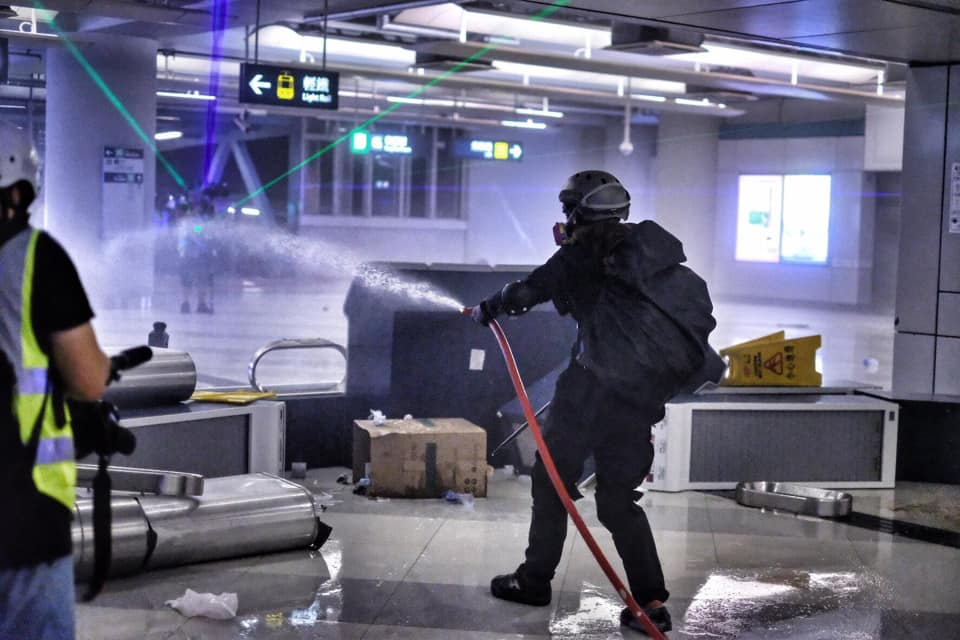
示威者向地面噴水
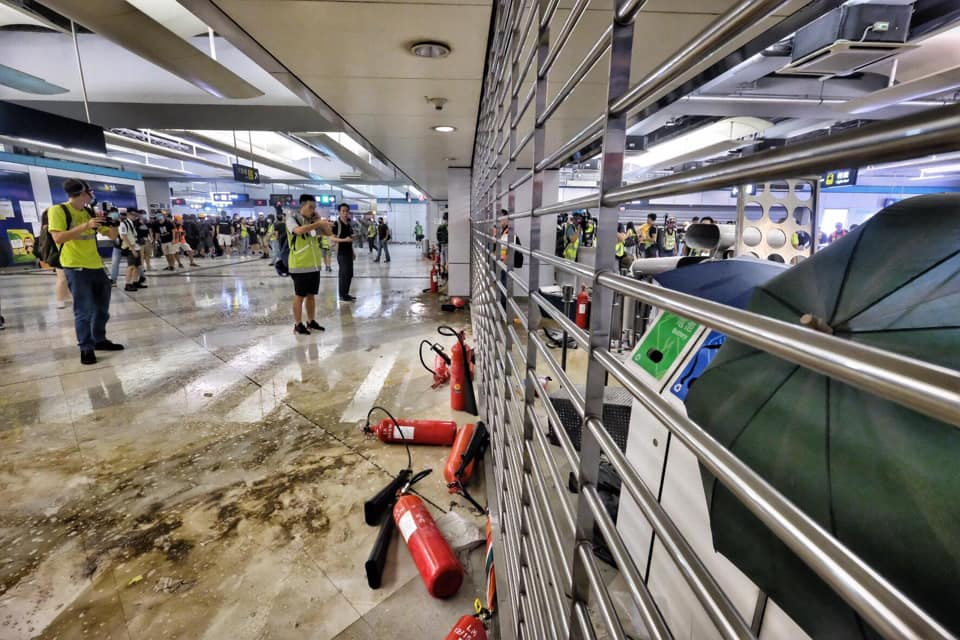
事發後，大堂留下不少水跡，並關上車站大閘

- 2019年9月21日，距離元朗襲擊事件發生兩個月，元朗站附近再度有靜坐抗議事件。港鐵為此於當日下午3時許提前關閉車站，一些市民更為此取消外出。而當晚有示威者在元朗站周邊道路丟擲汽油彈，而在場的防暴警員亦隨即高舉黑旗並發射多枚催淚彈清場[30][31]。
- 2019年10月21日，再有市民於元朗站舉行靜坐示威活動。受此影響，元朗站於下午2時許提早關閉。而元朗站附近商場YOHO MALL形點內的商店雖然全部關門，但仍有約百人在商場內靜坐[32]。

由於警方與港鐵未能完滿解決多次於元朗站發生的襲擊事件，遂讓元朗居民甚至全港市民關注，因此自2019年8月起，每個月的21日會有市民自發到車站紀念。考慮到人群聚集或會帶來風險，港鐵公司於每月21日會提早關閉元朗站，列車也不會停元朗站。不過2020年3月起就再沒有這個安排，只安排關閉部分出入口。
- 2020年6月12日，為2019年6月12日金鐘衝突一週年，帶網民號召在多區聚集，而元朗站地面亦有多名區議員舉行社區展覽，有在場人士於晚上8時許合唱《願榮光歸香港》。當於唱第二次時，有防暴警員於連儂牆位置拉起封鎖線，並以限聚令為由以麥克風警告，要求參與市民立即離開。而在場3名元朗區議員，主席黃偉賢、李俊威及李頌慈被指違反限聚遭票控。黃偉賢向警員查問：「只有7個人如何違反限聚令？」，也指為何警員沒有作警告，但該名警員並沒有回答，繼續填寫限聚令告票[33]。期間有正在進行直播的社區前線媒體記者離開封鎖線時，也被防暴警員截停及票控。及後，有乘搭扶手電梯市民指罵警員為黑警，其後於抵達車站後隨即被警員截停，指控二人「公眾地方行為不檢」，同一時間有其他警員將另一名身穿黑衣男子拉到他們二人身旁，指三人違反限聚令。當市民要求拍下負責票控的警員的編號時，警員以極惡劣的態度拒絕，更表示：「拍攝我啦！我沒有編號的！」他們表示自己並沒有違反限聚令，故不會繳交罰款[34]。

## 沉降問題

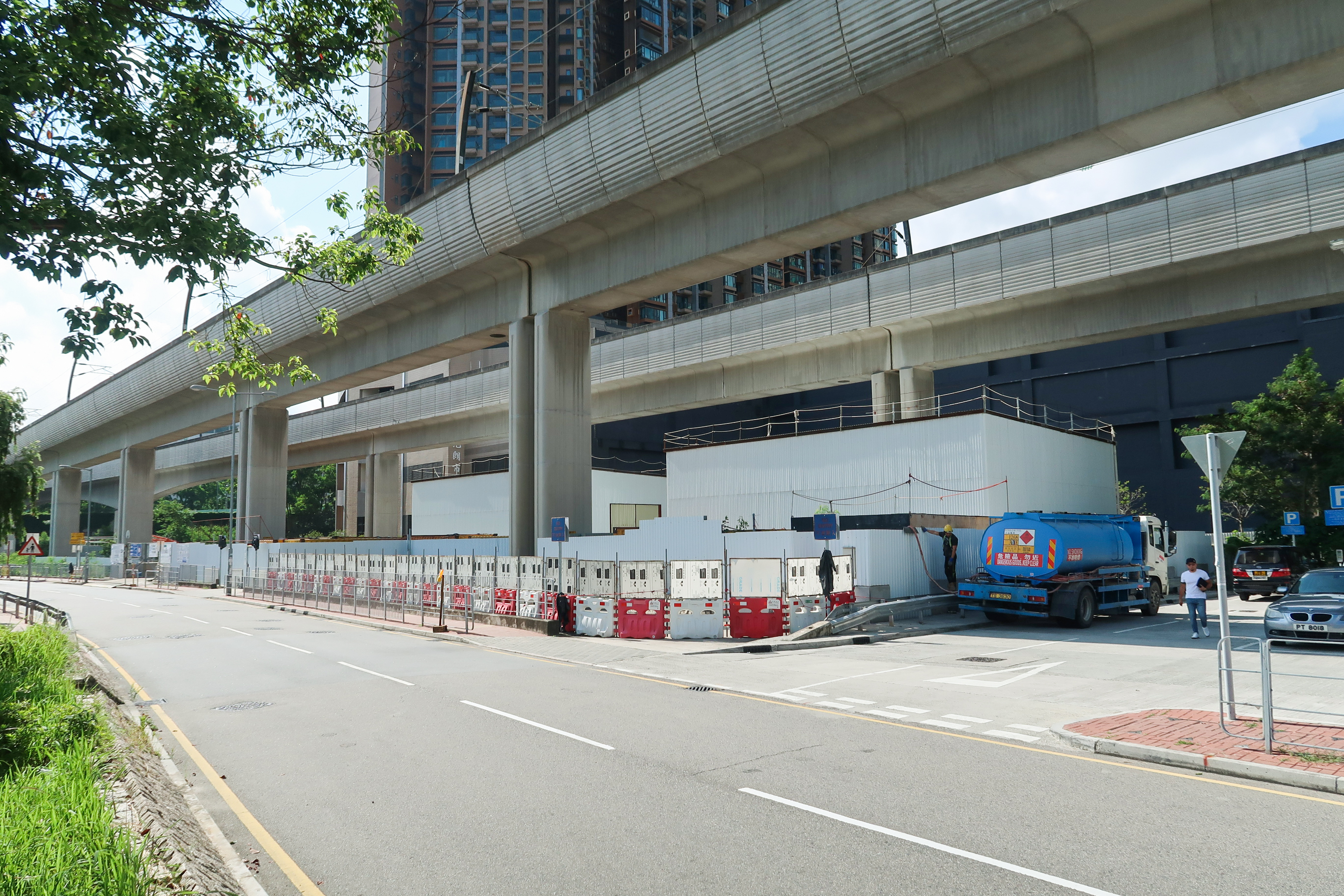
位於車站以東的架空路軌其中兩座橋躉被媒體揭發早於2013年出現嚴重沉降，幅度最少達20毫米，但港鐵隱瞞5年未有公佈

2018年6月22日，《蘋果日報》報道西鐵綫近元朗站架空路軌其中兩座橋躉早於2013年出現嚴重沉降，幅度最少達20毫米，但港鐵隱瞞5年未有公佈，直到新地Grand YOHO第3期早前進行打樁工程，港鐵發現個別橋躉出現沉降現象，才進行補救工程加固橋躉，工程預計於2018年年底完成。
2022年3月23日，Grand YOHO第3期椿柱工程已獲准恢復進行，並於同月30日復工。政府指，經港鐵為沉降橋躉灌漿及加固後，有關橋躉的沉降幅度已減少至12－13毫米，地盤註冊建築專業人士提出復工要求，提交打樁工程修訂圖則，並建議緩解措施，確保工程復工不會對橋躉及鐵路結構安全造成影響。屋宇署亦施加額外條件，要求加強地盤監督等。政府在考慮屋宇署、港鐵及機電署意見，批准地盤工程於同月30日復工。

## 未來發展
元朗站西南面的D出口已經預留予連接新元朗中心的一條行人天橋往來未來同屋苑南地盤之用，過往以牆壁封住，惟現時D出口則未有動工跡象。

### 上蓋項目The YOHO Hub
2015年中，港鐵公布元朗站物業發展項目招標結果，項目由新地以93.2億港元一筆過預繳付款投得，較市場估值高約25%。以項目總樓面約148.5萬方呎計算，每方呎樓面地價約6,275元。西鐵綫元朗站上蓋項目佔地合共約42.1萬方呎，可以興建6幢住宅，提供不少於1,876伙，住宅樓面約136.1萬方呎，約七成單位面積不大於538方呎。

## 外部連結
- 港鐵公司－元朗站街道圖（页面存档备份，存于）
- 港鐵公司－元朗站位置圖（页面存档备份，存于）
- 港鐵公司－元朗站列車服務時間（页面存档备份，存于）